# Semiothisa sareptanaria
Semiothisa sareptanaria là một loài bướm đêm trong họ Geometridae.